# Црква Светог Николе у Рудном
Црква Светог Николе на Рудну, селу у општини Краљево, нема поузданих података о њеном подизању и заштићено је непокретно културно добро као споменик културе од великог значаја.

## Историја цркве
Црква посвећена Светом Николи на Рудну, која се у народу зове Никољача, налази се дубоко у столетној јеловој шуми, на пропланку са којег се пружа поглед према Палежу, односно клисури реке Студенице. Удаљена је непуна два километра од центра села. Не постоје никакви подаци о постанку цркве, њеној прошлости и њеном ктитору. Претпоставља се да је подигнута у средњем веку, а да је, свакако, обновљена крајем 16. или почетком 17. века.